# Каховка (Акмолинская область)
Каховка (каз. Каховка) — упразднённое село в Сандыктауском районе Акмолинской области Казахстана. Входило в состав Лесного сельского округа.

## География
Село располагалось в северо-западной части района, в 25 км на северо-запад от центра района села Балкашино, в 15 км на запад от центра сельского округа села Лесное.

## История
Ликвидировано в 2000 году.

## Население
В 1989 году население села составляло 25 человек (из них русских 40%, казахов 36%, немцев 20%).
В 1999 году постоянное население в селе отсутствовало.
| Численность населения |
| 1989                  |
| --------------------- |
| 25                    |